# 笔直石松
笔直石松（学名：Lycopodium obscunmi f. strictum）为石松科石松屬玉柏下的一个变型。

## 扩展阅读
- 維基物種上的相關：笔直石松